# Cobadin
Cobadin là một xã ở hạt Constanţa, România. Xã này có 5 làng:
- Cobadin (tên lịch sử: Cobadinu, tiếng Thổ Nhĩ Kỳ: Kobadin)
- Viişoara (tên lịch sử: Caciamac, tiếng Thổ Nhĩ Kỳ: Kaçamak)
- Negreşti (tên lịch sử: Carabacâ, tiếng Thổ Nhĩ Kỳ: Karabağ')
- Curcani (tên lịch sử: Chertic-Punar, tiếng Thổ Nhĩ Kỳ: Kertikpınar)
- Conacu (tên lịch sử: Beşaul)

## Dân số
Năm 2002, xã này có dân số 10.244 người, trong đó:
- 8.024 người Romania
- 1.781 người Thổ Nhĩ Kỳ và người Tatar
- 270 Người Digan
- 169 Người Aromania

## Cư dân địa phương nổi tiếng
- Virgil Teodorescu, chủ tịch Hội văn học Romania